# Raise Your Weapon
Raise Your Weapon è un singolo realizzato dal produttore discografico canadese deadmau5 e dalla cantante faroese Greta Svabo Bech.

## Descrizione
La canzone è stata scritta da Zimmerman, Cydney Sheffield e Skrillex. Musicalmente, è una canzone progressive house che inizia con una melodia di pianoforte e la voce di Bech e termina con un breakdown dubstep. La canzone ha ricevuto recensioni generalmente positive da parte della critica musicale, con alcuni che l'hanno evidenziata come una traccia eccezionale di 4x4=12. La canzone ha ricevuto una nomination alla 54ª edizione dei Grammy Awards per la migliore registrazione dance, dove ha anche eseguito la canzone in una sequenza con David Guetta, Chris Brown, Lil Wayne e i Foo Fighters, con le canzoni I Can Only Imagine e Rope.

## Tracce
1. Raise Your Weapon (feat. Greta Svabo Bech)

### Remixes
1. Raise Your Weapon (Madeon Extended Remix)
2. Raise Your Weapon (Noisia Remix)
3. Raise Your Weapon (Stimming Remix)

## Classifiche
| Classifica                                    | Posizione massima |
| --------------------------------------------- | ----------------- |
| Belgium Ultratip Flanders Dance               | 1                 |
| Belgium Ultratip Bubbling Under Wallonia      | 16                |
| Belgium Dance (Ultratop Wallonia)             | 34                |
| Canada Hot 100                                | 93                |
| UK Singles                                    | 117               |
| Billboard Hot 100                             | 100               |
| Billboard Dance/Electronic Digital Song Sales | 15                |
| Billboard Dance/Mix Show Airplay              | 7                 |
| Billboard Dance Singles Sales                 | 2                 |